# Замок Слейнс
Замок Слейнс (англ. Slains) розташований у Шотландії в області Абердиншир на березі Північного моря.

## Ресурси Інтернету

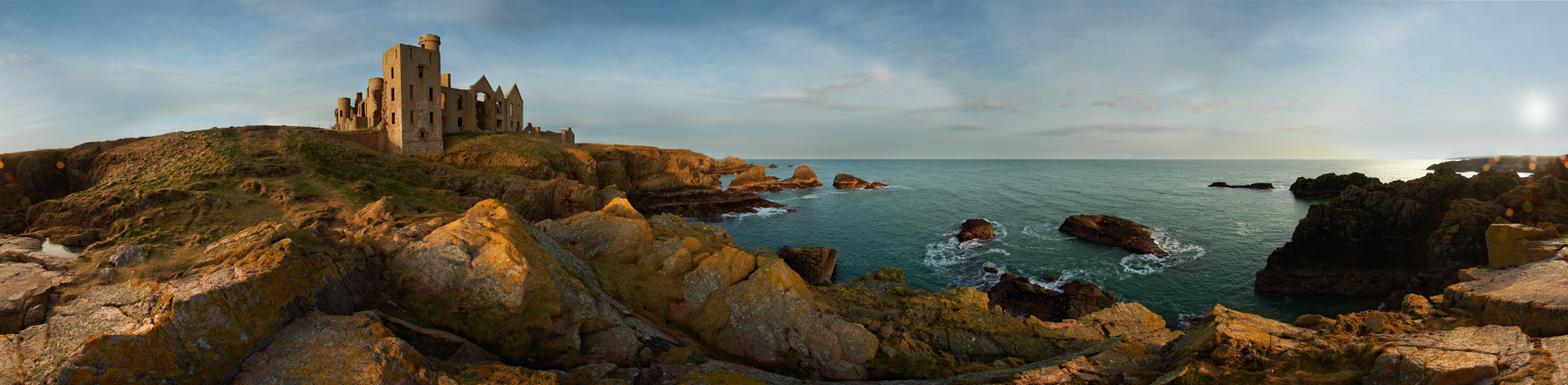

- Стаття про замок на Undiscoveredscotland.co.uk [Архівовано 28 жовтня 2013 у Wayback Machine.]
- Фотографії замку на Flickr.com

1. ↑  http://portal.historicenvironment.scot/designation/LB52471